# 武利岳
武利岳（むりいだけ）は、北海道の紋別郡遠軽町と上川郡上川町の2町にまたがる標高1,876.3mの山である。山頂には一等三角点「無類山」が設置されている。北海道百名山及び北海道の百名山に選定されている。

## 概要
石狩山地を構成する北大雪の東部に位置する山で、北大雪の中ではニセイカウシュッペ山に次いで2番目に高い。南部には武華山や石北峠が並んでいる。
山名の由来は武利川の源頭に当たることに由来するが、武利川の名前については不明である。一説によればアイヌ語で「mun・rui（草・高い）」を語源とする説がある。

## 登山
武利岳の登山道は主に2つある。

### イトムカ川から
前ムカから武利岳へ至る登山道が伸びているが、山頂までの道は藪漕ぎ箇所が多いほかに、距離が長い上に山頂手前で標高1,480mまで下ってから登らないといけないため相応の体力が求められる。現在のメインコースである。

### 丸瀬布コース
遠軽町丸瀬布町から登るコース。道中は「〇合目」とかかれた標識が設置されているが、ハイマツなどの藪漕ぎ箇所がある。丸瀬布コースは登山口に至る道道1070号が2016年の台風を機に通行止め（復旧未定）となり登山口までかなり遠くなってしまったため現在はほとんど使われていない。